# تیم ملی فوتسال ژاپن
تیم ملی فوتسال ژاپن نماینده ژاپن در مسابقات بین‌المللی فوتسال است و توسط فدراسیون فوتبال ژاپن کنترل می‌شود. یکی از قوی‌ترین تیم‌های آسیایی، قهرمان چهار دوره از مسابقات فوتسال جام ملت‌های آسیا ۲۰۰۶، ۲۰۱۲ ، ۲۰۱۴ و ٢٠٢٢ است. ژاپن همچنین در پنج فینال جام ملت‌های آسیا شرکت کرده‌است.